# Reimer Johansson
Reimer Napoleon Johansson, född 17 november 1893 i Norrby församling, Västmanlands län, död 4 februari 1967, var en svensk lantbrukare, kommunalpolitiker och ämbetsman. Han var landshövding i Hallands län 1943–1959.

## Biografi

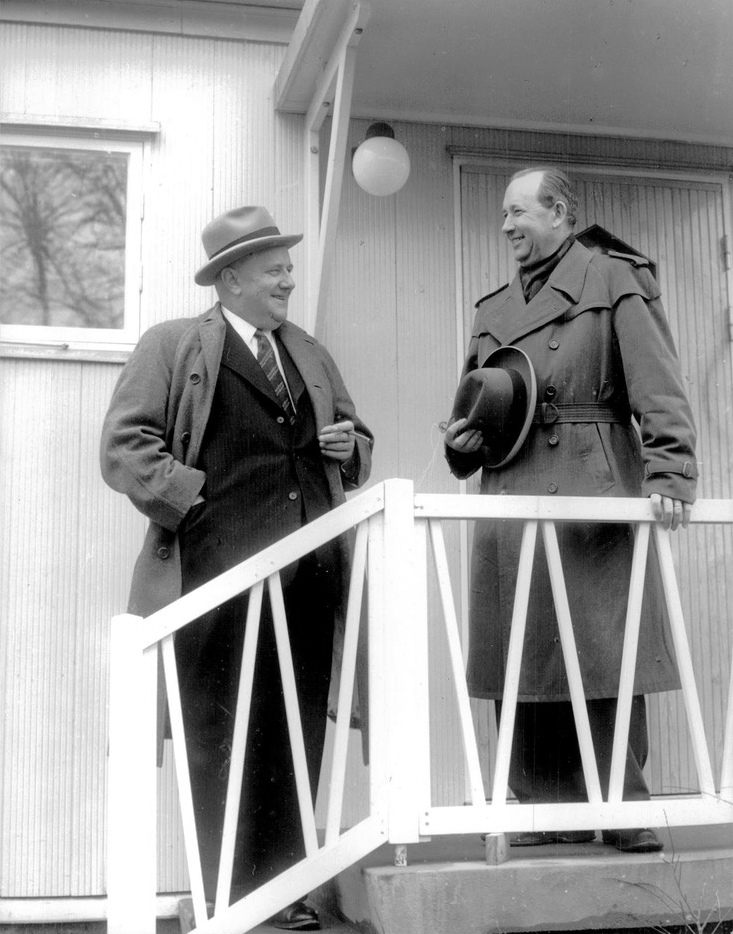
Reimer Johansson och direktören Nils Ch. Månsson på farstubron.

Reimer Johansson utbildade sig först på Tärna folkhögskola 1911–1912 och sedan på Lantmannaskolan, också i Tärna, 1914–1915. Han drev gården i Norrbäck som funnits i släktens ägo sedan 1624. Åren 1929–1941 var han kommunalnämndens ordförande i Norrby landskommun och representerade där Bondeförbundet. År 1941 blev Johansson ordförande i Sveriges Lantbruksförbund och utsågs samma år till vice ordförande i Statens livsmedelskommission; 1943 blev han ordförande i 1943 års mejeriutredning. År 1943 tillträdde han som landshövding i Hallands län, där han 1959 efterträddes av Ingvar Lindell. 
Johansson blev 1948 hedersledamot av Hallands nation vid Lunds universitet och invaldes 1950 som ledamot av Lantbruksakademien.
Johansson gifte sig första gången 1916 med Elsa Eriksson, som avled 1944, och andra gången 1946 med filosofie doktor Karin Breimer, tidigare gift Ekman och Danver. Andra hustrun var mor till Charlotte Reimerson, som gifte sig med en son i Johanssons första äktenskap.

## Utmärkelser
- Kommendör med stora korset av Nordstjärneorden, 23 november 1955.[2]